# Evangelische Kirche Tönisheide

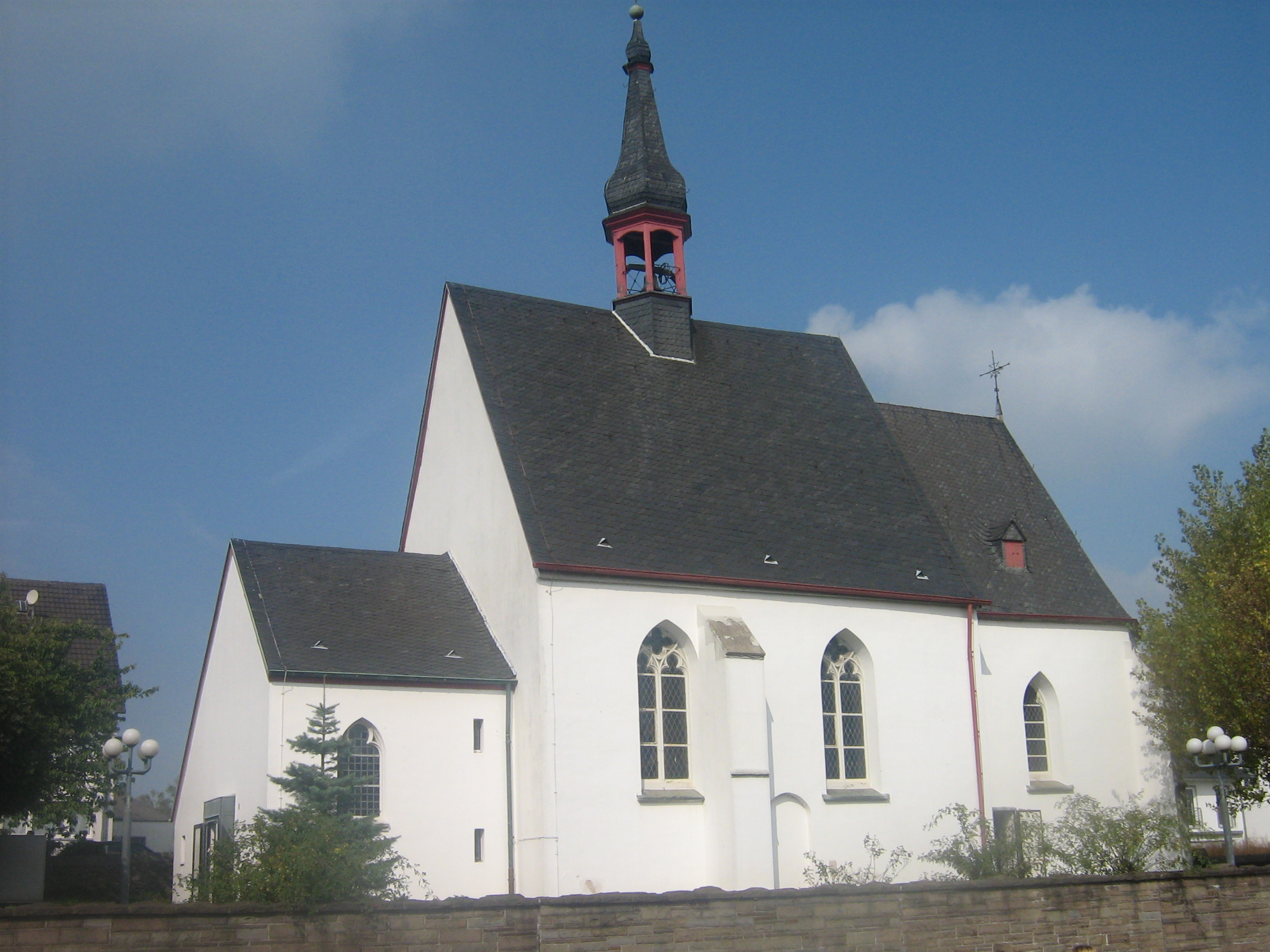
Evangelische Kirche Tönisheide

Die Evangelische Kirche Tönisheide ist eine Kirche im Velberter Stadtteil Tönisheide in Nordrhein-Westfalen.
Sie wurde von Gerhard II. von Berg gestiftet und war ursprünglich Antonius dem Großen geweiht, einem der Vier Marschälle Gottes, die Gerhard besonders verehrte. Als St.-Antonius-Kapelle ist sie erstmals im Jahr 1448 erwähnt. Von dieser Kapelle leitet sich der Name des heutigen Stadtteils Tönisheide ab. Nach dem Einzug der Reformation in Hardenberg wurde die Kapelle im Jahr 1626 an den evangelischen Pastor von Neviges vergeben.
Das Gebäude hat einen Hauptchor, an den um 1700 an der Nordseite ein Kapellenchor angebaut wurde. Die Eingangshalle und die Sakristei entstanden erst im Zuge der Restaurierung zwischen 1971 und 1974.
Die Kirchengemeinde Tönisheide erhielt 1892 ihre Selbstständigkeit. Im gleichen Jahr wurde auf einem in der Nähe gelegenen Gelände ein Friedhof für die Kirchengemeinde geweiht, der bis heute unverändert existiert. Später kam noch gegenüber der Kirche ein Gemeindehaus dazu.